# Henri-Pierre Roché
Henri-Pierre Roché (Parigi, 28 maggio 1879 – Meudon, 9 aprile 1959) è stato uno scrittore e collezionista d'arte francese, ricordato principalmente per essere l'autore del romanzo Jules e Jim, da cui François Truffaut ha tratto il suo terzo lungometraggio.

## Biografia
Henri-Pierre Roché perde precocemente il padre, il farmacista Pierre Roché, ed è cresciuto dalla madre Clara, donna autoritaria e molto possessiva nei confronti del figlio. Dopo aver frequentato con successo il Louis-le-Grand, prestigioso liceo parigino che vantava allievi come Charles Baudelaire, si iscrive in principio alla Facoltà di Scienze politiche, per abbracciare la carriera diplomatica, e successivamente all'Académie Julian, dove esercita il suo talento di disegnatore.
All'inizio del XX secolo Roché inizia a frequentare i caffè di Montparnasse e diviene amico di tutti quelli che contano in pittura. Spesso combatte a boxe con André Derain e con Georges Braque. Abbandonata l'idea di praticare la pittura, Pierre comincia ad acquistare le prime tele e a farle vendere agli amici artisti. È il primo a sostenere l'opera di Constantin Brâncuși e sarà sempre lui, nel 1905, a portare Gertrude Stein e il fratello Leo nell'atelier di Pablo Picasso. Nel 1906 Pierre annota sul suo diario per la prima volta il nome di Glob, pseudonimo dello scrittore tedesco Franz Hessel. Tra i due si crea un'amicizia così profonda da non essere neppure scalfita dalla relazione che Pierre instaura con Helen Grund, moglie dell'amico.
Con lo scoppio della Grande Guerra Franz Hessel si arruola volontario e dal fronte comincia la stesura di Romanza Parigina. Carte di un disperso, romanzo epistolare indirizzato allo stesso Pierre. Roché, non ancora mobilitato, è accusato di spionaggio a favore della Germania per il fatto di ricevere numerose missive dal paese ora nemico. Arrestato, inizia a scrivere, durante la reclusione, quello che sarà il suo primo libro, Deux semaines à la Conciergerie pendant la Bataille de la Marne, un piccolo volume di una cinquantina di pagine. Tra il 1916 e il 1920 Henri-Pierre Roché si trova in America per svolgere una missione per l'Alto Commissariato francese. A New York conosce Francis Picabia, Man Ray, Joseph Stella e Marcel Duchamp di cui diviene amico inseparabile e al quale dedicherà il suo ultimo romanzo autobiografico, Victor, rimasto incompiuto a causa della morte.

## Opere
- 1916 - Deux semaines à la Conciergerie pendant la bataille dela Marne
- 1916 - Fragmens sur Don Juan
- 1920 - Don Juan et...
- 1953 - Jules e Jim (Jules et Jim)
- 1956 - Le due inglesi e il continente (Deux anglaises et le Continent)
- 1977 - Victor - romanzo postumo incompleto
- 1990 - Taccuini (1920-1921). Gli anni Jules e Jim (Carnets. Les années Jules et Jim)